# Serie C (pallacanestro maschile)
La Serie C è il quinto livello del campionato italiano di pallacanestro. È nata a seguito della riforma dei campionati di pallacanestro del 2023. Viene gestita direttamente dai Comitati Regionali FIP.

## Formato
- Fase di qualificazione: Dalla stagione 2024-2025 seguendo il modello della Serie B interregionale è stata riorganizzata su 4 Conferences divise a loro volta in 4 Divisions da 14 squadre (eccezion fatta per la Division Sarda).[3] Ogni squadra disputa gare di andata e ritorno all’interno della propria Division, totale 26 partite. la quattordicesima classificata retrocede direttamente in Divisione Regionale 1.
- Play-off: Per ogni division si andrà a comporre un tabellone tra le prime otto classificate nella Fase di qualificazione. In base al piazzamento ottenuto le migliori quattro avranno il diritto di giocare in casa contro le formazioni classificate tra il quinto e l'ottavo posto. La prima classificata verrà abbinata all'ottava, la seconda alla settima, la terza alla sesta e la quarta classificata alla quinta giocando al meglio delle tre partite.
- Play-out: Le squadre classificate dal decimo al tredicesimo posto accederanno ai play-out al meglio delle 3 partite (con sequenza Casa-Fuori-Casa) vedendo la decima classifica nella Fase di qualificazione sfidare la tredicesima e l'undicesima classificata sfidare la dodicesima. Le due squadre sconfitte retrocedono in Divisione Regionale 1.
- Fase Finale Conference: Le quattro formazioni vincitrici dei Play-off della propria Division si qualificano nella Fase Finale di Conference in cui si disputeranno le semifinali tra le 4 formazioni stabilite in base al sorteggio che effettuerà il Settore Agonistico della FIP. Le due squadre vincenti (al meglio delle 3 partite) verranno promosse in Serie B Interregionale. Le due sconfitte disputeranno uno spareggio su campo neutro (gara unica) dove la vincitrice occuperà l'ultimo slot per le promozioni nella propria conference. Per un totale di 12 promozioni dal campionato

Formula (Sardegna)
- Fase di qualificazione: Ogni squadra disputa gare di andata e ritorno all’interno della propria division, totale 22 partite.
- Playoff: stessa formula prevista per ogni Conference
- Playout: La squadra classificata al 12º posto della division è retrocessa al Campionato DR1. La squadra classificata al 9º posto della division non disputa alcuna gara e rimane assegnata al Campionato Serie C. Per le squadre classificate al 10º posto e al 11º posto della division si effettuerà un turno di play out. Si gioca al meglio delle tre partite. La prima e l’eventuale terza gara si disputano in casa della miglior classificata. La squadra vincente rimane assegnata al Campionato di Serie C.

## Storia
Il primo campionato di Serie C venne disputato con la ripresa delle attività agonistiche al concludersi del conflitto bellico nel 1948 venendo vinto dalla U.S. Cremonese diventando il terzo livello del campionato italiano di pallacanestro. Con la riforma del 1955 e la divisione del massimo campionato in Elette e Serie A la Serie C diventa per un decennio il quarto livello cestistico italiano.

 
Tra il 1695 e il 1974 la Serie C torno ad occupare il terzo livello del campionato vedendo un sistema di 3 promozioni nella Serie B e di 4 retrocessioni in Serie D.
Nel 1975 la Serie C ritorna ad essere il quarto livello del campionato italiano e assumendo nel 1979 il nome Serie C1 che manterrà fino al 2008 dove assume la denominazione Serie C dilettanti diventando nel 2011 Divisione nazionale C o DNC gestita dalla LNP. Nel 2014 ritorna alla denominazione di Serie C per 2 anni facendo tornare il campionato ad essere gestito dai vari Comitati Regionali FIP sul territorio nazionale.  

Dalla stagione 2015-2016 fino alla stagione 2022-2023, la Serie C è stata sdoppiata su due livelli Serie C Gold e Silver organizzati dai vari vari comitati regionali FIP che stabilivano (in base al numero di squadre iscritte al proprio campionato regionale) se classificarlo come Gold (promozione dal campionato) Silver (promozione a seguito spareggi con altri gironi Silver).

I due campionati a seguito della riforma del 2023 sono stati riaccorpati in un'unica categoria che rappresenta il 5º livello e denominata inizialmente Serie C Unica che dà accesso alla Serie B Interregionale di nuova istituzione. Con la delibera 248/2024, il Consiglio Federale ha approvato l'aumento a 14 squadre dell’organico di ciascuna Division del Campionato di Serie C dalla stagione 2024/2025. Ed inoltre ha approvato e definito le ammissioni, le date e le formule di svolgimento del campionato di Serie C 2024/2025 che seguendo della B interregionale vede i vari gironi interregionali del campionato raggruppati in 4 Conference per area geografica garantendo 12 promozioni nella serie Superiore.

## Albo d'oro
Serie C (terzo livello)  

Albo promozioni dei 7 tornei organizzati dalla FIP con la denominazione Serie C (in grassetto le vincitrici dello Scudetto di Serie C). In questi anni ha rappresentato il terzo livello del campionato italiano di pallacanestro assegnando il titolo di Campione nazionale di Serie C.
- 1948-1949 · U.S. Cremonese; Piedimonte Bologna; INA Roma; Cestistica Taranto
- 1949-1950 · Reyer Venezia B; Dopolavoro Ferroviario Trieste (dopo la rinuncia della Reyer Venezia B); Officine Automezzi Riparazione Esercito Bologna; Italcable Roma; Canottieri Basket Casale (vincente un torneo di prequalificazione)
- 1950-1951 · CRAL Tosi Legnano;Reyer Venezia B; INA Taranto
- 1951-1952 ·  US Muggesana; Pall. Bassano; CUS Milano; Canottieri Milano; CRAL Corsera Milano; CRAL Junghans Venezia; Cestistica Savonese; GS Europa Nuova Livorno; D'Alessandro Teramo; Cestistica Civitavecchia; Esperia Cagliari; Virtus Imola; CUS Perugia; SME Napoli; CUS Bari
- 1952-1953 ·  G.S. RIV Torino; Milenka Cantù; APU Udine; Padova Sport; Polisportiva Marcacci Napoli; Stella Azzurra Roma; Cestistica Mazzini Bologna; CUS Messina
- 1953-1954 · Libertas Biella; Pietro Micca Biella; Latterie Riunite Reggio Emilia; Cral Meneghel Pordenone; III ZAT Roma, Chieti Basket; Libertas Brindisi; CUS Napoli
- 1954-1955 · Ex Massimo Roma; CUS Pisa; Libertas La Spezia; CUS Genova; Onda Pavia; Don Bosco Trieste; Libertas Vicenza; Udinese; Montecatini Ferrara; Cestistica Rosetana; Virtus Imola; CUS Messina; Libertas Taranto; CCC Napoli; Libertas Benevento

 Serie C (quarto livello)  

Con la nascita della serie Elette la Serie C diventa il quarto livello del campionato italiano
- 1955-1956 · Amatori Pallacanestro Carrara, U.S. Petrarca Padova, A.S.C. Acegat Trieste, Società Atletica Montecatini Terme, P. Libertas Pistoia, P. D'Alessandro Teramo, S.G. Angiulli Bari, Libertas Palermo[5].
- 1956-1965 ·  N/P

 Serie C (terzo livello)  

Albo promozioni dei 9 tornei organizzati dalla FIP con la denominazione Serie C. In questi anni ha rappresentato il terzo livello del campionato italiano di pallacanestro
- 1965-1966 · Basket Casale; Basket Sangiorgese; Basket US Palermo
- 1966-1967 · Italsider Trieste; CIM Roseto; Cestistica Civitavecchia; Libertas Maddaloni
- 1967-1968 · Candy Brugherio; La Torre Reggio Emilia; Sebastiani Rieti; ASSI Brindisi
- 1968-1969 · Onda Pavia; Lazio Pallacanestro; Fides Messina
- 1969-1970 · Saclà Asti; Patriarca Udine; Max Meyer Pescara; Virtus Ragusa
- 1970-1971 · CBM Cremona; La Torre Reggio Emilia; Moretti Chieti; ASSI Brindisi
- 1971-1972 · Birichin Torino; Alpe Bergamo; Lloyd Trieste; Libertas Rimini; Juventus Caserta; Snia Rieti; Gad Etna Catania; Basket Messina (rinuncia alla promozione); Toncelli Livorno (ripescata)
- 1972-1973 · Athletic Genova;Patti Novate Milanese; Basket Brescia; Costone Siena; Betti Viareggio
- 1973-1974 · Ginnastica Torino; Lenco Osimo; Cestistica Palermitana; Forti e Liberi Monza (ripescata)

 Serie C (quarto livello)  

Albo promozioni dei 5 tornei organizzati dalla FIP con la denominazione Serie C. In questi anni ha rappresentato il quarto livello del campionato italiano di pallacanestro
- 1974-1975 · Junior Casale Monferrato; Pallacanestro Pordenone; Ferroli Scaligera Verona; Italcantieri Monfalcone; Amatori Carrara; Ponte Rosso Firenze; Sarila Libertas Rimini; Libertas Oristanese; Basket Latina; Cestistica Messina; ASSI Brindisi
- 1975-1979 ·  N/P

 Serie C1  

Albo promozioni dei tornei organizzati dalla FIP con la denominazione Serie C1. In questi anni ha rappresentato il quarto livello del campionato italiano di pallacanestro
- 1979-2008 ·  N/P

 Serie C Gold  

Albo promozioni dei 9 tornei organizzati dalla FIP con la denominazione Serie C Gold. In questi anni ha rappresentato il quarto livello del campionato italiano di pallacanestro
- 2014-2015 · Virtus Basket Padova; Angels Santarcangelo; Basket Raggisolaris Faenza; Etrusca Basket San Miniato; Falconara Basket; We're Basket Ortona; Basket Scauri; Allianz San Severo e, dopo gli spareggi; Basket Club Trecate; Pallacanestro Vicenza; Campli Basket; Cesarano Scafati Basket.
- 2015-2021 · Vari a Livello Regionale
- 2021-2022 · Vari a Livello Regionale
- 2021-2022 · Vari a Livello Regionale
- 2022-2023 · Vari a Livello Regionale

 Serie C (quinto livello)  

Albo promozioni dei tornei organizzati dalla FIP con la denominazione Serie C a seguito della riforma dei Campionati del 2023 con la formazione del campionato di Serie B Interregionale relegando la Serie C a quinto livello del campionato
- 2023-2024 · Vasto Basket; Pallacanestro Antoniana; Basket 2000 Reggio Emilia; Dinamo Gorizia; SPO Basket; Junior Basket Curtatone; Svethia Recanati basket; Basket Don Bosco Crocetta; ASD Canusium Basket; Pallacanestro Sennori; Basket Academy Catanzaro; Vismederi Costone Siena; Basket Club Jesolo
- 2024-2025 ·  Bocconi Sport Team Milano; Marnatese Basket; Basket S. Vincenzo; Romano Basket; Centro Minibasket Ozzano; Play Basket Carrè; Basket Gualdo 96; Baskers Forlimpopoli; Tiber Basket Roma; Step Back Caiazzo; Valentino Basket Castellaneta; Pallacanestro Sennori
- 2025-2026 · da assegnare

## Albo d'oro per Regione
Abruzzo -  Molise 

Albo promozioni dei campionati FIP organizzati dal Comitato regionale dell'Abruzzo alla stagione 2023/24
- 2010-2011 ·  Basket S. Vito
- 2011-2012 ·  Vasto Basket
- 2012-2013 ·  Campli Basket
- 2013-2014 ·  Were Ortona; Pescara Basket
- 2014-2015 ·  Stamura Ancona
- 2015-2016 ·  Pirates Accademia
- 2016-2017 ·  Pallacanestro Silvi
- 2017-2018 ·  Magic Basket Chieti
- 2018-2019 ·  Sutor Montegranaro
- 2019-2020 · non assegnato
- 2020-2021 ·  Pescara Basket
- 2021-2022 ·  Vigor Matelica
- 2022-2023 ·  New Fortitudo Isernia
- 2023-2024 ·  Vasto Basket

 Campania -  Calabria 

Albo promozioni dei campionati FIP organizzati dal Comitato regionale della Campania alla stagione 2023/24
- 2023-2024 ·  Pallacanestro Antoniana

 Emilia-Romagna 

Albo promozioni dei campionati FIP organizzati dal Comitato regionale dell'Emilia Romagna alla stagione 2023/24
- 2023-2024 ·  Basket 2000 Reggio Emilia

 Friuli-Venezia Giulia 

Albo promozioni dei campionati FIP organizzati dal Comitato regionale del Friuli-Venezia Giulia alla stagione 2023/24
- 2023-2024 ·  Dinamo Gorizia

 Lazio 

Albo promozioni dei campionati FIP organizzati dal Comitato regionale del Lazio alla stagione 2023/24
- 2021-2022 · Stella Azzurra Roma
- 2022-2023 ·  -
- 2023-2024 ·  SPO Basket

 Lombardia 

Albo promozioni dei campionati FIP organizzati dal Comitato regionale della Lombardia dalla stagione 2015/16 alla stagione 2023/24
- 2015-2016 ·  Bk Iseo (BS); Robur Saronno (VA)
- 2016-2017 ·  NP Olginate (LC); Pall.Bernareggio 99 (MB)
- 2017-2018 · NP Vigevano 1955 (PV); JU.VI.Cremona (CR)
- 2018-2019 ·  Corona Platina Piadena (CR); Gibertina Soresina (CR)
- 2019-2020 · Non terminata per pandemia Covid-19 e promozioni non assegnate
- 2020-2021 ·  Virtus Lumezzane (BS); Aurora Desio (MB); Robur Saronno (VA)[6]
- 2022-2023 ·  Basket 7 Laghi Gazzada (VA); Robur Saronno (VA); Basket Team 1995 Pizzighettone (CR); Sansebasket Cremona (CR); Corona Platina Piadena (CR); Pallacanestro Nervianese 1919 (MI); Social OSA Milano (MI); Libertas Cernusco (MI); Pallacanestro Gardonese (BS); Basket Iseo (BS)
- 2023-2024 ·  Junior Basket Curtatone

 Marche -  Umbria 

Albo promozioni dei campionati FIP organizzati dal Comitato regionale delle Marche alla stagione 2023/24
- 2023-2024 ·  Svethia Recanati basket

 Piemonte -  Liguria 

Albo promozioni dei campionati FIP organizzati dal Comitato regionale del Piemonte alla stagione 2023/24
- 2022-2023 ·  Collegno Basket (TO); Amatori Savigliano (CN); Derthona Basketball Lab (AL); Basket Club Serravalle (AL)
- 2023-2024 ·  Basket Don Bosco Crocetta

 Puglia -  Basilicata 

Albo promozioni dei campionati FIP organizzati dal Comitato regionale della Puglia alla stagione 2023/24
- 2023-2024 ·  ASD Canusium Basket

 Sardegna 

Albo promozioni dei campionati FIP organizzati dal Comitato regionale della Sardegna alla stagione 2023/24
- 2023-2024 ·  Pallacanestro Sennori

 Sicilia/ Calabria 

Albo promozioni dei campionati FIP organizzati dal Comitato regionale della Sicilia alla stagione 2023/24
- 2010-2011 ·  Nuova Pall. Marsala; Sport Club Gravina
- 2011-2012 · CUS Messina
- 2012-2013 ·  Basket Empedocle
- 2013-2014 ·  Aretusa Siracusa
- 2014-2015 ·  VIS Reggio Calabria
- 2015-2016 · Zannella Cefalù
- 2016-2017 ·  Green Basket Palermo
- 2017-2018 ·  Pol. Alfa Catania
- 2018-2019 ·  Or.Sa. Barcellona
- 2019-2020 · non assegnato
- 2020-2021 ·  Nuova Pallacanestro Messina
- 2021-2022 ·  Green Basket Palermo; Pol. Alfa Catania
- 2022-2023 ·  Fortitudo Messina; Basket School Messina
- 2023-2024 ·  Basket Academy Catanzaro

 Toscana 

Albo promozioni dei campionati FIP organizzati dal Comitato regionale della Toscana alla stagione 2023/24
- 2022-2023 ·  Scuola Basket Arezzo; ABC Castelfiorentino; Basket Cecina; Olimpia Legnaia Firenze; Basketball Club Lucca; Basket Quarrata; Virtus Siena; Spezia Basket Club
- 2023-2024 ·  Vismederi Costone Siena

 Veneto 

Albo promozioni dei campionati FIP organizzati dal Comitato regionale del Veneto alla stagione 2023/24
- 2023-2024 ·  Basket Club Jesolo

## Denominazioni ufficiali
| Denominazione                    | Anno      | Note                                       |
| -------------------------------- | --------- | ------------------------------------------ |
| Serie C                          | 1948-1959 |                                            |
| Serie C                          | 1965-1979 |                                            |
| Serie C1 e Serie C2              | 1979-1986 |                                            |
| Serie C                          | 1986-1994 |                                            |
| Serie C1                         | 1994-2008 | Gestita dalla LNP                          |
| Serie C Dilettanti               | 2008-2011 | Gestita dalla Lega Nazionale Pallacanestro |
| Divisione Nazionale C            | 2011-2014 | Gestita dalla Lega Nazionale Pallacanestro |
| Serie C Gold e Silver            | 2015-2023 | Gestita dai Comitati Regionali FIP         |
| Serie C (pallacanestro maschile) | 2023-oggi | Gestita dai Comitati Regionali FIP         |